# Меридиан (типовой кинотеатр)
Типовой проект кинотеатра «Меридиан» (вторая типовая ленинградская серия, проект 2Г0601) — изначально 14 зданий в стиле советского модернизма в Санкт-Петербурге. Архитекторы проекта — В. Белов, О. Василенко, Н. Трегубов, В. Фромзель, Л. Шимаковский, инженеры — П. Тараканов, Р. Пашковский. Проект использовался в 1963—1973 годах.
Предпосылкой проекта был поданный на конкурс Госстроя проект кинотеатра 1959 года авторства Олега Гурьева, на 2500 мест и с большим застеклённым фойе. в мастерской Виктора Белова глухой объём зала сделали ниже, уже и расположенной более в глубине, главный фасад превратили в дуговой, подобный экрану панорамных кинотеатров. Выходы были сделаны на углах, фойе второго этажа было прозрачным (застеклённым) с трёх сторон, зал трапециевидной формы предусматривал более удобную, чем в первой ленинградской серии, эвакуацию. Несущие стены зрительного зала сделаны из кирпича, часть с фойе сделана на каркасе, зал перекрыт сегментными фермами пролётом 24 м без промежуточных опор. В зале на 1250 мест был балкон, что позволяло сделать помещение короче, а значит, разместить максимальное количество мест ближе к экрану (на практике оказалось, что видимость такой зал обеспечивает не самую лучшую). Вентиляция была сделана только в зале, стеклянное фойе оказалось холодным зимой и душным летом, из-за чего стёкла стали завешивать. Переход на следующий проект был сделан вследствие роста числа и разнообразия кинофильмов в прокате, что делало необходимым многозальные проекты.
Форма зала и материалы отделки позволили достичь хорошего (по меркам того времени) качества стереозвука. По этому же проекту были построены кинотеатры «Россия» в Ижевске и «Октябрь» в Орджоникидзе (теперь Владикавказ).
На 2022 год пять кинотеатров из списка (считая кардинально изменённый «Прибой») снесены.

#### Перечень кинотеатров
| Название        | Местоположение                             | Год постройки  | Изображение | Состояние |
| --------------- | ------------------------------------------ | -------------- | ----------- | --- |
| «Комсомольский» | улица Лёни Голикова, 29, корпус 1          | 1970 год       |             | В 2024 году принято решение о сносе под Санкт-Петербургскую школу искусств № 2) |
| «Ладога»        | шоссе Революции, 31                        | 1966 год       |             | С 1990-х годов занят торговым домом «Ладога» и другими магазинами |
| «Максим»        | Ланское шоссе, 35                          | 1968 год       |             | С 2021 года — культурно-досуговый центр |
| «Меридиан»      | Новоизмайловский проспект, 48              | 1968 год       |             | С 2005—2007 года, после ремонта после пожара — Дом молодёжи |
| «Нарвский»      | бульвар Новаторов, 32                      | 1965 год       |             | С 2013 года — фитнес-клуб |
| «Невский»       | Народная улица, 4                          | 1955-1968 годы |             | Снесён в 2014 году |
| «Охта»          | проспект Шаумяна, 22                       | 1971 год       |             | Снесён в 2010 году, на его месте построено новое здание для театра «Буфф» |
| «Планета»       | улица Типанова, 25                         | 1969 год       |             | Снесён в 2011 году |
| «Прибой»        | Средний проспект Васильевского острова, 93 | 1968 год       |             | Администрация создала в здании зимний сад; после 1990-х здание использовалось как база фестиваля SKIF, в конце 2000-х здание передали под Центр современного искусства им. Сергея Курёхина, в 2016 году проведена реконструкция со значительным демонтажем                                  |
| «Прометей»      | проспект Просвещения, 80, корпус 1         | 1973 год       |             | Снесён в 2013 году |
| «Рубеж»         | проспект Ветеранов, 121                    | 1973 год       |             | В 1990-е годы была попытка сделать его трёхзальным, в 2016 году переоборудован в фитнес-центр |
| «Руслан»        | Магазейная улица (Пушкин), 42              | 1971 год       |             | В 2010 году переделан в Дом молодёжи |
| «Слава»         | Бухарестская улица, 47 / проспект Славы    | 1965-1967 годы |             | В 1990-х годах был переоборудован под казино, затем под ресторан и торговый комплекс. В 2022 году обсуждалась возможность сноса. 16 сентября 2023 года в здании произошёл пожар. На момент 2025 года судьба здания остаётся неизвестной, однако оно продолжает стоять, ограждённое забором. |
| «Современник»   | проспект Науки, 25                         | 1968 год       |             | В 2000-х годах — казино |